# Grete Reinwald
Grete Reinwald, ursprungligen Malwina Margarete Reinwald, född 25 maj 1902 i Stuttgart, död 24 maj 1983 i München, var en tysk skådespelare för både scen och film. 

## Verksamhet
Grete Reinwald debuterade redan som barn i den danske manusförfattaren och filmregissören Stellan Ryes (1880–1914) Ein Sommernachtstraum in unserer Zeit (1914). Tillsammans med sin äldre bror Otto (1899–1968) och yngre syster Hanni (1903–1978) spelade hon ett älvliknande sagoväsen i denna fria bearbetning av Shakespeares En midsommarnattsdröm. Under första världskriget var hon anställd vid Kristall-Palast i Leipzig och vid Palast-Theater am Zoo i Berlin. Från 1919 medverkade hon i mängder av tyska stumfilmer, och så småningom även i ljudfilmer. Hon hade en huvudroll i kärleksdramat Jugend (1922). I Götz von Berlichingen zubenannt mit der eisernen Hand (1925), en stumfilm efter Goethes drama Götz von Berlichingen, hade hon också en framträdande roll, liksom i det samtida kriminalfilmdramat Kolonne X (1929) vilket utspelade sig i Berlins undre värld. Bland Grete Reinwalds första ljudfilmer var filmatiseringen av Hanns Heinz Ewers roman Horst Wessel, vilken fick filmtiteln Hans Westmar - einer von vielen (1933). Det var en tidig nationalsocialistisk propagandafilm med udden riktad mot såväl kommunism som judendom. Hon medverkade även i kassasuccén Die große Liebe (1942), med Zarah Leander i huvudrollen som en populär dansk sångerska. Grete Reinwald spelade där en biroll som mamma i ett skyddsrum. Hon fortsatte att göra film även efter andra världskriget, fram till 1957.